# ۸۳۳ (خورشیدی)
۸۳۳ هشتصد و سی و سومین سال هجری خورشیدی است.